# PuTTY
PuTTY е безплатен SSH, Telnet и rlogin клиент. Първоначално замислен като програма за Windows, сега той е достъпен и за Unix базирани операционни системи и Mac OS. Има и неофициални версии за други платформи като Symbian.
Новата версия (0.58 от април 2005) има подобрена поддръжка на UTF и езици, които се ползват от дясно наляво.
Някои от основните функции на PuTTY са:
- Записване на хостове и настройки за употреба след това
- Контрол върху ключовете за криптиране на SSH и версията на протокола
- SCP и SFTP клиенти за командния ред
- Контрол върху препращането на портове със SSH, както и вградено X11 препращане
- Пълна Xterm, VT102 и ECMA-48 терминална емулация
- Поддръжка на сесии – т.е. потребителите могат да запазват настройките си в сесии и извикват при стартирането на програмата

## Основни функции
Основните функции на програмата се виждат в имената на изпълнимите файлове:
- PuTTY – основният Telnet и SSH клиент
- PSCP – SCP клиент за сигурно копиране на файлове от командния ред
- PSFTP – SFTP клиент за трансфери на файлове (подобен на FTP)
- PuTTYtel – Telnet клиент
- Plink – интерфейс от командния ред за PuTTY
- Pageant – агент за автентикация за PuTTY, PSCP и Plink
- PuTTYgen – генератор на RSA и DSA ключове